# Struthiocephalus
Struthiocephalus ist eine ausgestorbene Gattung primitiver Therapsiden ("frühe Säugerverwandte") aus der Familie der Tapinocephalidae. Die Überreste dieses ca. 3 Meter großen Pflanzenfressers stammen aus der Beaufort-Gruppe in Südafrika und werden in die Stufe des Capitanium (Mittelperm) datiert. 

## Körperbau und Ökologie
Struthiocephalus ist von mehreren bis zu 50 cm langen Schädeln sowie einigen postkranialen Elementen bekannt. Charakteristisch für die Gattung ist die für Tapinocephaliden ungewöhnlich lange Schnauze. Wie bei allen  Dinocephalier besaßen die männlichen Vertreter von Struthiocephalus die charakteristische Verdickung des Schädeldaches (Pachyostose). Diese wurde wahrscheinlich zu Paarungs- und Revierkämpfen eingesetzt. 
Es wird vermutet, dass Struthiocephalus in oder am Wasser nach Nahrung suchte, die aus weichem Pflanzenmaterial bestand. Auch die Möglichkeit, dass Struthiocephalus an das Leben in einem von Marschland geprägten Ökosystem angepasst war, wird in Betracht gezogen. 

## Synonyme
Struthiocephalus  whaitsi stellt die einzige gültige Art der Gattung Struthiocephalus dar. Es existieren jedoch zahlreiche Synonyme, bei denen es sich vermutlich um Funde juveniler oder weiblicher Exemplare handelt und die auf Geschlechtsdimorphismus zurückzuführen sind. Struthiocephalellus parvus ist ebenso wie der von Haughton ursprünglich einer eigenen Gattung zugeschriebene Moschosaurus longiceps ein Juniorsynonym von Struthiocephalus whaitsi. Weitere Synonyme sind:
- Moschosaurus whaitsi Haughton, 1915
- Struthiocephalus rheederi Broom, 1937
- Struthiocephalus milleri Olson & Broom, 1937
- Struthiocephalus akraalensis Boonstra, 1952
- Struthiocephalus kitchingi Brink, 1958